# Lázaro Alanís
Lázaro Alanis fue un militar mexicano que participó en la Revolución mexicana. Nació en el estado de Chihuahua.
Sólo realizó los primeros estudios. Fue magonista, maderista, orozquista y constitucionalista, sucesivamente. En la mañana del 6 de marzo de 1912, firmó y protestó el Plan de San Luis junto a Pascual Orozco, donde se compromete a cumplir con los estatutos que en él se escriben. Participó a las órdenes de Pascual Orozco en la Toma de Ciudad Juárez en mayo de 1911, con lo que logran poner fin al Porfiriato. Alcanzó el grado de general brigadier. 
Murió fusilado en 1923. 